# Louis Améen
Johan Einar Louis Améen, (Parroquia de Hagfors, condado de Värmland, 17 de septiembre de 1929 - Strängnäs, 27 de agosto de 2020) fue un empresario sueco. Era hijo del director de la fábrica, Einar Améen.
Louis Améen, quien era ingeniero civil, fue director general de AB Bofors-Åkers de 1973 a 1980. Fue elegido miembro de la Real Academia de las Ciencias de Suecia  en 1977. 
Falleció a los 90 años, el 27 de agosto de 2020, está enterrado en el cementerio antiguo de Strängnäs.